# Viscount Granville
Viscount Granville ist ein erblicher britischer Adelstitel, der je einmal in der Peerage of England und in der Peerage of the United Kingdom verliehen wurde.

## Verleihungen
Erstmals wurde am 20. April 1661 in der Peerage of England der Titel Viscount Granville, of Lansdown, für Sir John Granville geschaffen. Gleichzeitig wurden ihm der übergeordnete Titel Earl of Bath und der nachgeordnete Titel Baron Granville, of Kilkhampton and Bideford, verliehen. Alle drei Titel erloschen beim Tod seines Enkels, des 3. Earls, am 17. Mai 1711.
In zweiter Verleihung wurde am 12. August 1815 in der Peerage of the United Kingdom der Titel Viscount Granville, of Stone Park in the County of Stafford, an Lord Granville Leveson-Gower verliehen. Am 10. Mai 1833 wurde er auch zum Earl Granville und Baron Leveson, of Stone in the County of Stafford, erhoben. Heute hat dessen Ururenkel, der 6. Earl, die Titel inne.

## Liste der Viscounts Granville

### Viscounts Granville, erste Verleihung (1661)
- John Granville, 1. Earl of Bath, 1. Viscount Granville (1628–1701)
- Charles Granville, 2. Earl of Bath, 2. Viscount Granville (1661–1701)
- William Granville, 3. Earl of Bath, 3. Viscount Granville (1692–1711)

### Viscounts Granville, zweite Verleihung (1815)
- Granville Leveson-Gower, 1. Earl Granville, 1. Viscount Granville (1773–1846)
- Granville Leveson-Gower, 2. Earl Granville, 2. Viscount Granville (1815–1891)
- Granville Leveson-Gower, 3. Earl Granville, 3. Viscount Granville (1872–1939)
- William Leveson-Gower, 4. Earl Granville, 4. Viscount Granville (1880–1953)
- Granville Leveson-Gower, 5. Earl Granville, 5. Viscount Granville (1918–1996)
- Fergus Leveson-Gower, 6. Earl Granville, 6. Viscount Granville (* 1959)

Titelerbe (Heir apparent) ist der Sohn des jetzigen Earls, Granville Leveson-Gower, Lord Leveson (* 1999).